# Agata Skwarczyńska
Agata Skwarczyńska (ur. 1981 w Warszawie) – polska scenograf, kostiumograf i reżyser światła. W 2016 roku odbyła rezydencje artystyczną w Craft Village, New Delhi, Indie.

## Życiorys
Stworzyła oprawę plastyczną wystawy Teatr w stanie wojennym w Instytucie Teatralnym im. Zbigniewa Raszewskiego. W latach 2010–2011 objęła kuratelę (scenariusz wystawy, koncept tematu, projekt wizualnej oprawy) polskiej ekspozycji narodowej i architektury. Skwarczyńska zajęła się reżyserią i stworzeniem konceptu ośmiu klipów prezentujących polskie osiągnięcia w dziedzinie teatru i sztuk wizualnych nad polską ekspozycją narodową oraz architektury w ramach Praskiego Quadriennale – Performance and Space Design 2011. Autorka Libereted Energy, czyli polskiej ekspozycji w ramach Praskiego Quadriennale (Prague Quadrennial), która została zaprezentowana w czerwcu 2011 r. w Pradze w Czechach oraz w lipcu 2011 w Centrum Scenografii Polskiej w Katowicach.

## Inspiracje
W swoich projektach kieruje się doświadczeniami sztuki konceptualnej oraz minimalizmu. Interesuje ją symbiotyczna relacja między aktorem i zaprojektowaną przestrzenią. Chociaż oba elementy funkcjonują niezależnie, dopiero ciało aktora nadaje scenografii znaczenie. Starając się nadawać swojej pracy kontekst humanistyczny, Skwarczyńska inspiruje się również różnorodnymi formami krajobrazu przyrodniczego, jako naturalnego tła ludzkiego życia.
Ulubionym materiałem, po który często sięga w swych pracach jest tkanina. Zajmuje się tkaniną artystyczną (tradycyjne tkactwo i plecionkarstwo).

## Odznaczenia i nagrody
- Złota Maska za scenografię do spektaklu "Królowa Margot. Wojna skończy się kiedyś" w Teatrze Polskim w Bielsku-Białej, 2015 r.[4]
- Złota nagroda w kategorii performance design (scenografia, kostiumy, reżyseria światła) za spektakl "Trędowata. Melodramat" (Teatr Polski w Bydgoszczy)[5] na międzynarodowej wystawie World Stage Design w Tajpej na Tajwanie, 2017 r.